# Morpho limpida
Morpho limpida är en fjärilsart som beskrevs av Butler 1872. Morpho limpida ingår i släktet Morpho och familjen praktfjärilar. Inga underarter finns listade i Catalogue of Life.